# Ебралідзе Зорбег Капітонович
Зорбег Капітонович Ебралідзе (груз. ზორბეგ ებრალიძე; нар. 20 вересня 1944, Ланчхуті, Грузинська РСР) — радянський грузинський футболіст, захисник. Майстер спорту СРСР (1966), тренер.

## Життєпис
Вихованець футбольної школи Ланчхуті (з 1960), тренери І. Жорданія, Ш. Какабадзе. У 1963—1964 році грав у першості КФК у складі «Гурії» (Ланчхуті). У 1965—1970 роках захищав кольори «Торпедо» (Кутаїсі), в чемпіонаті СРСР 139 матчів, відзначився одним голом. У 1971—1976 роках у складі «Динамо» (Тбілісі) зіграв 131 матч, відзначився 5 голами у чемпіонаті СРСР, провів 10 матчів та відзначився одним голом у єврокубках.
Працював старшим тренером у «Локомотиві» Тбілісі (1981), тренером у «Торпедо» Кутаїсі (1982—1983), головним тренером у «Норчи Динамоелі» (2011/12).

## Досягнення
«Динамо» (Тбілісі)
- Кубок СРСР
  -  Володар (1): 1976

- Чемпіонат СРСР
  -  Бронзовий призер (3): 1971, 1972, 1976 (осінь)